# 賈士元
賈士元（1503年—？），字仁甫，號彭原，陝西鳳翔府鳳翔縣人，錦衣衛籍。明朝政治人物。

## 生平
八月十三日生，行一，治《詩經》，由國子生中式順天府鄉試第二十七名舉人，年三十歲中式嘉靖十一年（1532年）壬辰科會試第七十三名，第二甲第十一名進士。觀工部政，授户部主事。

## 家族
曾祖賈整；祖賈振；父賈清，教諭；母史氏。具慶下，妻蔡氏，子鳳翱；鳳鳴。